# Eusebius Popowicz

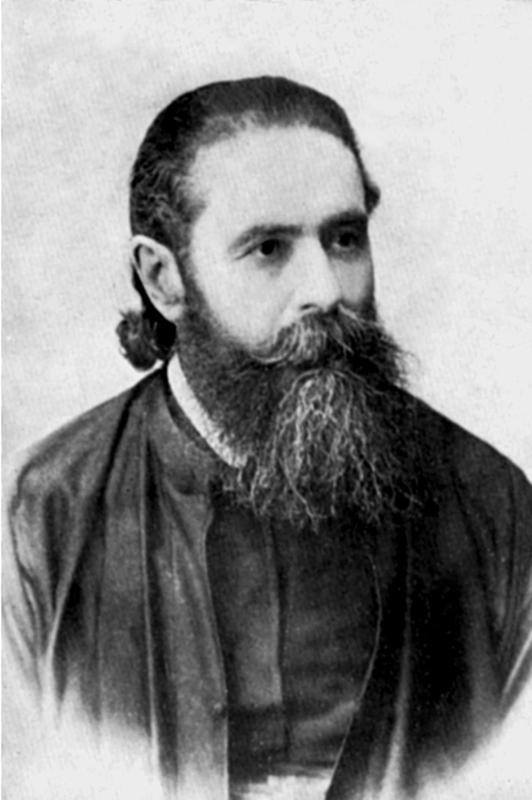
Eusebius Popowicz

Eusebius Popowicz (rum. Eusebiu Popovici; * 27. Februar 1838 in Czernowitz, Österreich-Ungarn; † 28. September 1922 ebenda, Königreich Rumänien) war ein rumänischer Kirchenhistoriker.

## Leben
An der Franz-Josephs-Universität Czernowitz saß er auf dem Lehrstuhl für Kirchengeschichte und griechisch-orientalisches Kirchenrecht. Er war Leiter des Seminars für Historische Theologie, Konsistorialrat und Ehrenbeisitzer des Bukowinaer griechisch-orientalischen erzbischöflichen Konsistoriums. Für die Diözese der Bukowina und Dalmatiens prüfte er die Kandidaten der Priesterweihe und des Religionslehramts. Er war Präses der systematisch-praktischen und Mitglied der exegetisch-historischen Abteilung der k.u.k. Prüfungskommission für Studierende der griechisch-orientalischen Theologie. Er saß in der rechtshistorischen k.u.k. Staatsprüfungskommission und im k.u.k. Landesschulrat der Bukowina. Als Gründungsmitglied der Akademischen Lesehalle wurde er am 19. Dezember 1875 bei der ersten Vollversammlung des am 31. Oktober 1875 gegründeten Vereins in den Professorenausschuss gewählt. Am 23. November 1884 gehörte er auch zu den Gründern des Akademisch-theologischen Vereins „Academia orthodoxa“.  Für die akademischen Jahre 1877/78, 1883/84 und 1889/90 war er Dekan der griechisch-orientalischen theologischen Fakultät. 1880/81 und 1895/96 wurde er zum Rektor der Universität Czernowitz gewählt. Seit 1908 war er Mitglied der Rumänischen Akademie.
Ein Sohn ist George Popovici (1863–1905), Reichsratsabgeordneter und an der Jahrhundertwende neben Johann von Flondor einer der Führer der Rumänischnationalen in der Bukowina.